# Kamini Kaushal
Kamini Kaushal, geboren als Uma Kashyap (Lahore, 16 januari 1927), is een Indiaas actrice. Ze speelde vooral in Hindi-talige films en series, waarvaan de bekendste haar rol in Neecha Nagar (1946), die in 1946 bij het Filmfestival van Cannes de Gouden Palm won. Voor haar rol in Biraj Bahu (1955), won ze de Filmfare Award voor Beste Actrice won.
Ze speelde belangrijke rollen in een aantal films tussen 1946 en 1963, waaronder Do Bhai (1947), Shaheed (1948), Nadiya Ke Paar (1948), Ziddi (1948), Shabnam (1949), Paras (1949), Namoona ( 1949), Arzoo (1950), Jhanjar (1953), Aabroo (1956), Bade Sarkar (1957), Jailor (1958), Night Club (1958) en Godaan (1963). Ze verscheen in drie films van Rajesh Khanna, namelijk Do Raaste (1969), Prem Nagar (1974) en Maha Chor (1976). Ze speelde ook in Anhonee (1973) van Sanjeev Kumar en in acht films van Manoj Kumar, namelijk: Shaheed, Upkar (1967) , Purab Aur Paschim (1970), Shor (1972), Roti Kapda Aur Makaan (1974), Sanyasi (1975), Dus Numbri (1976) en Santosh (1989).